# Michael Stevenson (Künstler)
Michael Stevenson (* 1964 in Inglewood) ist ein neuseeländischer Künstler und Professor an der Akademie der Bildenden Künste Nürnberg.

## Leben und Werk
Stevenson studierte bis 1986 an der Elam School of Fine Arts, Auckland und lebt seit 2000 in Berlin.
2011 wurde er zum Professor für Bildhauerei an der Akademie der Bildenden Künste Nürnberg berufen.
Sein Werk umfasst Installations- und Videokunst.

## Ausstellungen (Auswahl)
- 2001: Audit, Casino Luxembourg, Luxembourg
- 2005: Michael Stevenson: Art of the Eighties and Seventies, Museum Abteiberg, Mönchengladbach
- 2008: 8th PANAMA BIENNIAL, Biennale Panama
- 2010: Biennale of Sydney 2010, Biennale of Sydney
- 2010: 6. berlin biennale 2010, Berlin Biennale. Video: On How Things Behave[1]
- 2011: Michael Stevenson, Museum of Contemporary Art Sydney
- 2012: Michael Stevenson: A Life of Crudity, Vulgarity, and Blindness, Neuer Portikus, Frankfurt am Main